# Muang Thaphabat
Muang Thaphabat är ett distrikt i Laos.   Det ligger i provinsen Bolikhamsai, i den västra delen av landet, 70 km nordost om huvudstaden Vientiane.